# Luginsland (Stuttgart)

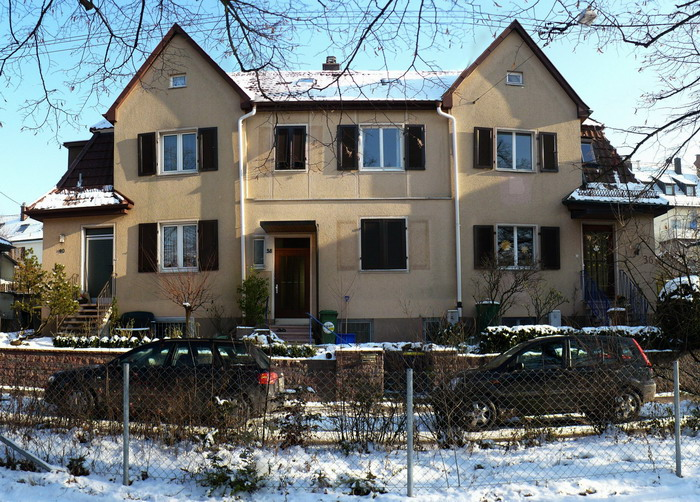
Typisches Gartenstadt-Wohnhaus von 1915

Die Gartenstadt Luginsland ist ein Wohngebiet der Landeshauptstadt Stuttgart (Baden-Württemberg) und gehört zum Stadtbezirk Untertürkheim. 2001 wurde der ursprüngliche gleichnamige Stadtteil Luginsland in die drei Stadtteile Luginsland, Gehrenwald und Flohberg aufgeteilt.

## Geschichte
Das ab 1911 durch die dafür gegründete Baugenossenschaft Gartenstadt Luginsland eG neu entstandene Wohngebiet für Arbeiter der Firmen Daimler-Motoren-Gesellschaft und Robert Bosch GmbH wird wegen des genossenschaftlichen Prinzips und der typischen Bebauung mit kleinen Reihenhäusern (jeweils mit Vorgärten) als „Gartenstadt“ bezeichnet.
Durch weitere Neubaugebiete (z. B. Flohberg, Gehrenwald und Goldberg) wurden im Laufe der Jahre die Baulücken zwischen Luginsland und dem historischen Kern von Untertürkheim vollständig geschlossen.
Am Todtmoos-Weg befand auf 950 Meter Höhe sich das Kinderheim Luginsland, das von dem Arzt Boedeker und Liesel Todt geleitet wurde.
Ein Seniorenpflegeheim, benannt nach dem evangelischen Verleger Paul Collmer, wurde 1988 eröffnet.

## Sehenswürdigkeiten

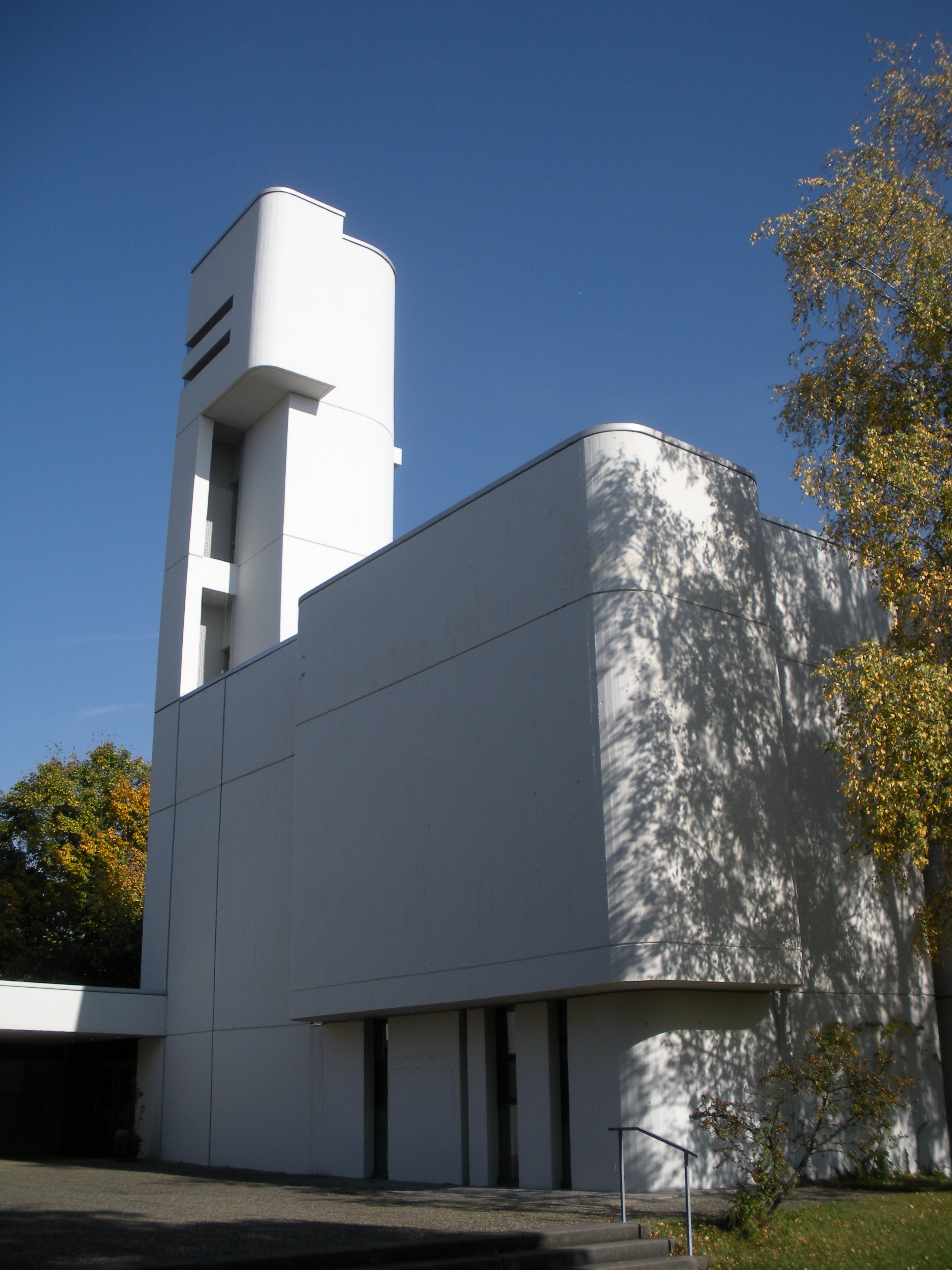
Gartenstadtkirche
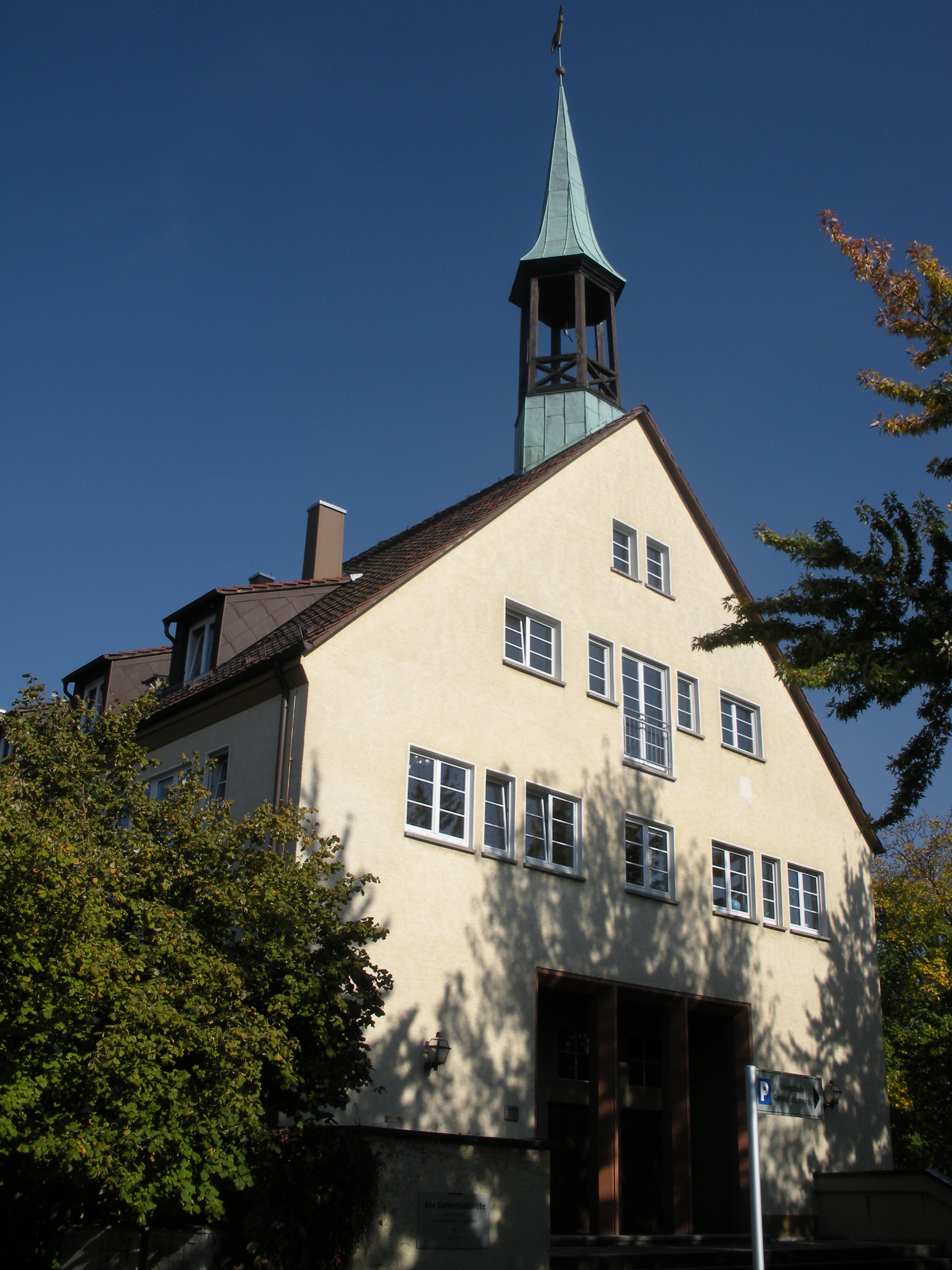
Alte Gartenstadtkirche
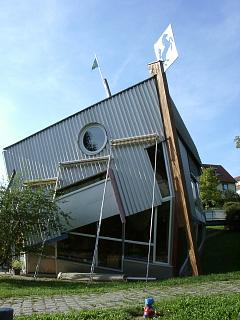
Kindergarten „Schiff im Weinberg“

- Die evangelische Gartenstadtkirche wurde 1969 als wuchtiger Betonbau des Architekten Heinz Rall erbaut. Sie ist ausgestattet mit prächtigen Bildern von Emil Kiess an der Altarwand. Das „Alte Gartenstadtkirchle“ von 1931 wurde 1944 durch Fliegerbomben zerstört, ab 1948 wiederaufgebaut und dient seit 1969 vorwiegend als Begegnungsstätte.
- Sehenswert ist der 1990 gebaute und mit mehreren Preisen ausgezeichnete Kindergarten „Schiff im Weinberg“ von Architekt Günter Behnisch.

## Persönlichkeiten
- Willi Bleicher (1907–1981), Widerstandskämpfer gegen den Nationalsozialismus und Bezirksleiter der IG Metall, wohnte jahrzehntelang in Luginsland
- Gertrud Lutz, geb. Schlotterbeck (1910–1944), Widerstandskämpferin gegen den Nationalsozialismus, wurde am 30. November 1944 als Mitglied der Widerstandsgruppe Schlotterbeck im KZ Dachau hingerichtet
- Friedrich Schlotterbeck (1909–1979), Widerstandskämpfer gegen den Nationalsozialismus und Autor
- Hermann Schlotterbeck (1919–1945), Widerstandskämpfer gegen den Nationalsozialismus

## Widerstandsgruppe Schlotterbeck aus Luginsland
Zehn Mitglieder der kommunistischen „Widerstandsgruppe Schlotterbeck“ aus Luginsland, die Widerstand gegen den Nationalsozialismus geleistet haben, wurden am 30. November 1944 im KZ Dachau ermordet. 

### Geschichte
Kopf der Gruppe war Friedrich Schlotterbeck. Der frühere württembergische KJVD-Landesvorsitzende und aktive Widerständler war am 27. August 1943 aus 10-jähriger Haft (zuletzt im Schutzhaftlager Welzheim) entlassen worden und war danach wieder für die KPD aktiv. Zusammen mit seinen Eltern Gotthilf und Maria Schlotterbeck, seinen Geschwistern Hermann Schlotterbeck und Gertrud Lutz, sowie anderen Mitgliedern wie Karl Stäbler arbeiteten sie von Luginsland aus gegen das NS-Regime, z. B. durch Weitergabe von Informationen über die Rüstungsindustrie an die Alliierten. 

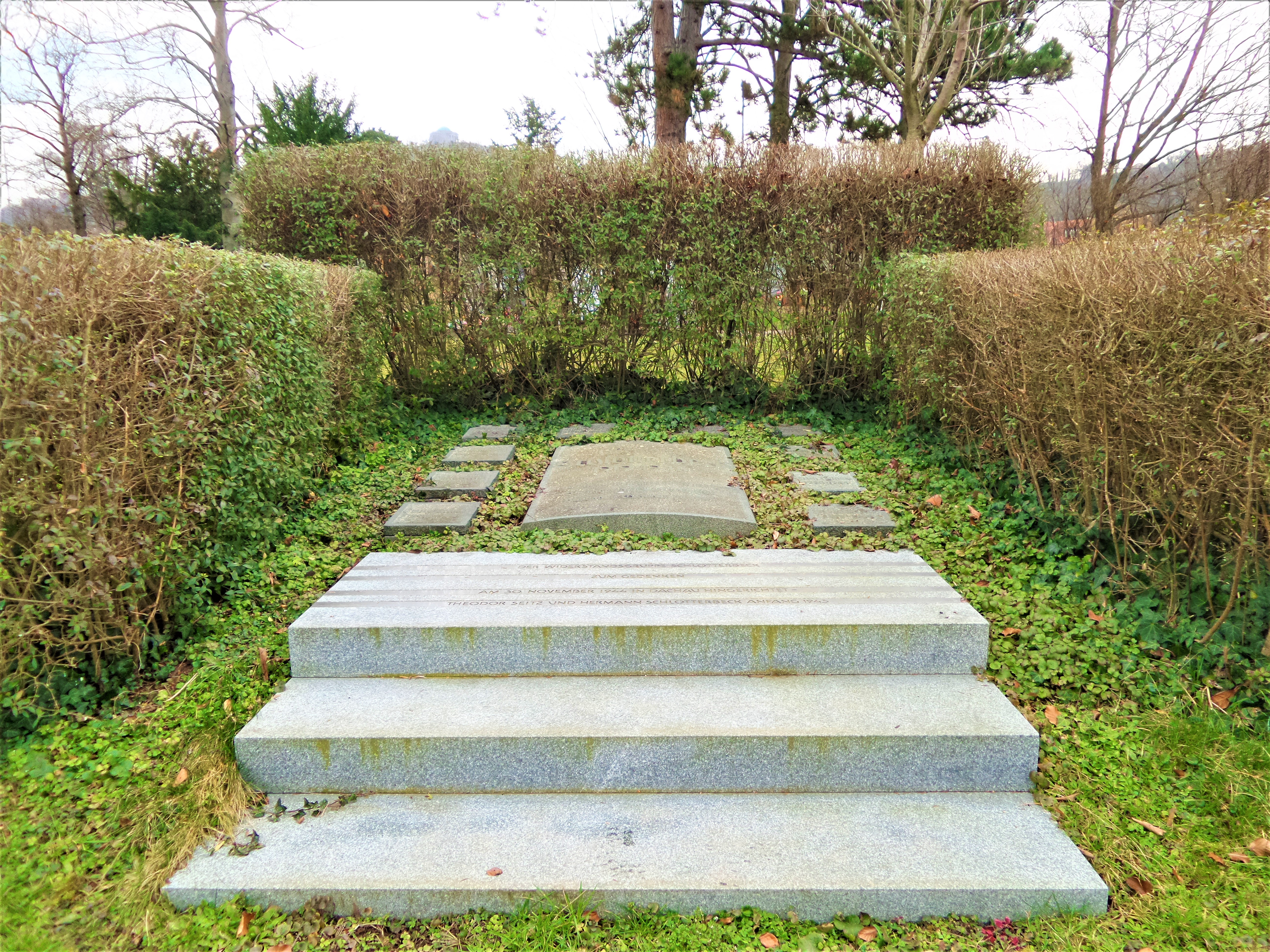
Grab der Widerstandsgruppe Schlotterbeck auf dem Friedhof Untertürkheim

Zur Gruppe gehörte auch Friedrichs Verlobte Else Himmelheber. Sie wurde in Stuttgart-Ostheim geboren und wohnte von 1911 bis 1944 mit Unterbrechungen in Heslach in der Adlerstraße 24. Von 1933 bis 1938 war sie als politische Gefangene im Gefängnis oder in Schutzhaft. Im Juni 1944 wollten sie und Friedrich Schlotterbeck heiraten. Kurz zuvor wurde die Gruppe durch den Doppelagenten Eugen Nesper verraten. Friedrich und Hermann Schlotterbeck, Himmelheber und Stäbler versuchten einzeln, in die Schweiz zu fliehen. Else Himmelheber wurde im Juni 1944 verhaftet. Am 30. November 1944 wurde sie mit den Eltern Schlotterbeck, Gertrud Lutz und anderen kommunistischen Widerstandskämpfern im KZ Dachau ohne Gerichtsverhandlung erschossen. Hermann Schlotterbeck wurde zusammen mit dem elsässischen Wehrmachtsdeserteur Andreas Stadler und dem Kommunisten Gottlieb Aberle am 21. April 1945 im Zuge der Evakuierung des KZ Welzheim von einem Kommando der Stapoleitstelle Stuttgart im Wald bei Riedlingen erschossen. Mehrere Bekannte und Nachbarn wurden 1945 im Zuchthaus Halle ermordet. Friedrich Schlotterbeck gelang als einzigem die Flucht; nach Kriegsende schrieb er ein Buch über die Widerstandsgruppe und seine KZ-Zeit mit dem Titel Je dunkler die Nacht, je heller leuchten die Sterne. Karl Stäbler überlebte in einem Versteck, die 1942 geborene Tochter von Gertrud Lutz kam zu einer Pflegefamilie und lebte ab 1945 bei ihrem Onkel Friedrich Schlotterbeck.

### Gedenken
In Stuttgart gibt es die Schlotterbeckstraße in Untertürkheim, eine Gedenktafel vor dem ehemaligen Haus der Schlotterbecks in Luginsland (Annastraße 6) und eine Gedenkstätte auf dem Friedhof in Untertürkheim. Anlässlich des 75. Jahrestages der Schließung des KZ Welzheim am 15. April 2020 wurde der Platz vor der ehemaligen Kommandantur des Lagers in Hermann-Schlotterbeck-Platz umbenannt.

## Fotos

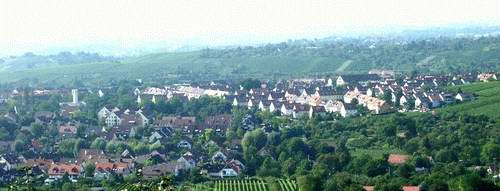
Blick auf die Gartenstadt Luginsland von Rotenberg aus
Blick auf Luginsland vom Mönchberg
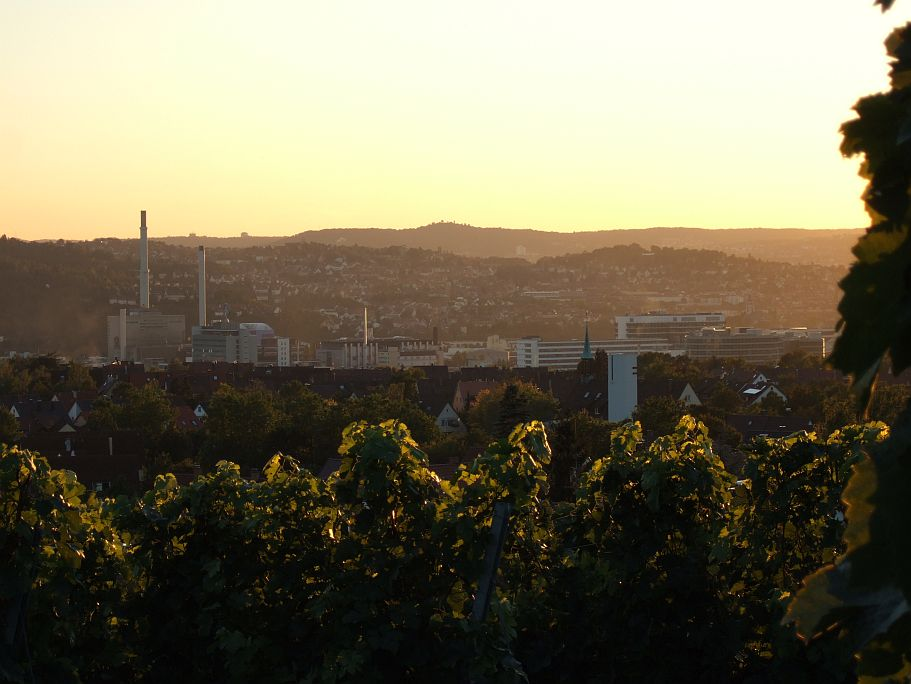
Sicht nach Stuttgart, über Luginsland hinweg
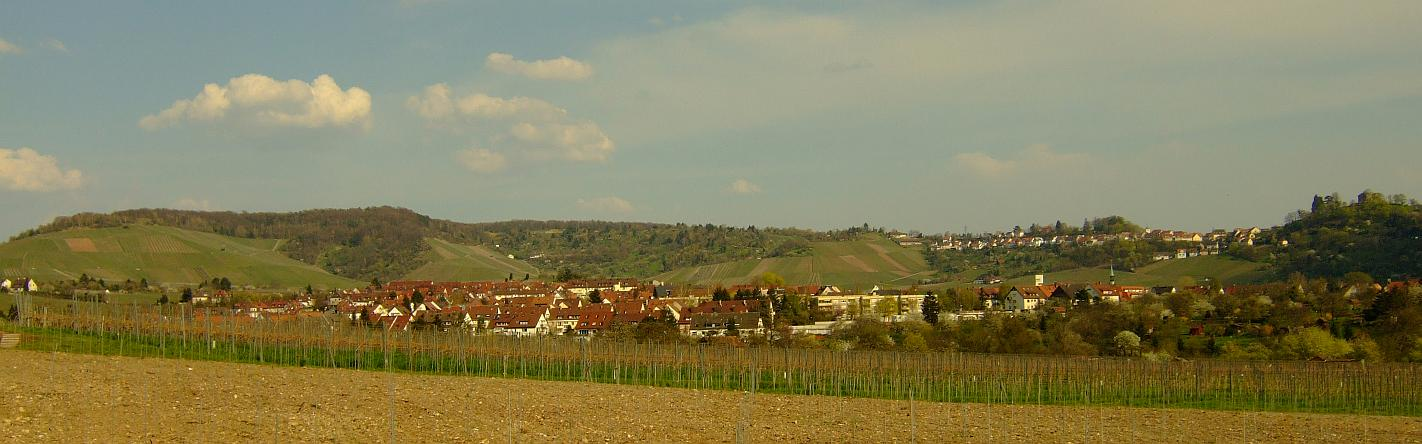
Luginsland